# Juan Lemmens

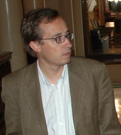
Juan Lemmens

Juan Lemmens (6 oktober 1962) is een Belgisch politicus.

## Politieke loopbaan
Lemmens, beroepshalve immobiliënagent, eerst actief bij de UDRT, werd verkozen tot lid van de Brusselse Hoofdstedelijke Raad (het Brussels parlement) op de lijst van het nationalistische Front National. Hij zetelde van 1995 tot 1999. 
Van 2006 tot 2012 was hij provincieraadslid in Waals-Brabant.

### Opeenvolgende groepjes
Na een mislukte poging in 1997 om de voorzitter van het Front National Daniel Féret uit het zadel te lichten, verliet hij die partij en stichtte een 'Parti social-démocrate'. 
Enkele maanden later werd hij lid van 'Front National bis' en werd er onmiddellijk 'délégué général'. In de lente van 1999 stichtte hij 'Le Bloc Wallon', waarvan de naam na enkele maanden werd 'Bloc Wallon nationaliste francophone'
Samen met senator Francis Detraux stichtte hij in 2004 'Force Nationale'.  Hij deed die partij in 2008 kapseizen en stichtte Wallonie D'Abord, waarvan hij de ideoloog is. Deze splintergroep hield een ideologisch congres op het Kasteel van Namen op 15 oktober 2010.
Hij werd parlementair universitair medewerker van senator Detraux maar werd in 2006 door de Senaat afgedankt, omdat hij zich had voorgedaan als licentiaat, daar waar hij slechts de kandidaturen had gevolgd.

## Vergeefse verkiezingsdeelname
Hij nam, als lijstaanvoerder, onder verschillende partijbenamingen, aan verkiezingen deel:
- 1999: verkiezingen voor de Brusselse Hoofdstedelijke Raad
- 2004: Waalse Gewestraad, provincie Luik
- 2006: Provincieraad Waals-Brabant (verkozen)
- 2007: Wetgevende verkiezingen, Senaat
- 2009: Waalse Gewestraad, provincie Waals-Brabant
- 2009: Europees Parlement
- 2010: Wetgevende verkiezingen, Kamer van volksvertegenwoordigers, provincie Henegouwen

De behaalde stemmen, die zich meestal rond de 1 % van de uitgebrachte stemmen bevonden, hebben, behalve in 2006, geen verkozenen opgeleverd.